# Octavian Abrudan
Octavian Abrudan (sinh ngày 16 tháng 3 năm 1984 ở Cluj-Napoca) là một cầu thủ bóng đá người România thi đấu ở vị trí trung vệ thi đấu cho Universitatea Cluj.